# فلیکس گتوالد
فلیکس گتوالد ورزشکار مرد رشتهٔ دوگانه زمستانی اهل اتریش است. وی در بین سال‌های ‎۲۰۰۲ تا ۲۰۱۰ میلادی در مسابقات بازی‌های المپیک زمستانی در مجموع ۷ مدال، شامل ۳ مدال طلا، ۱ نقره و ۳ برنز را کسب کرد.